# Smart
Smart Automobile (u promotivnim materijalima smart) njemački je proizvođač automobila i podružnica koncerna Daimler AG. Sjedište tvrtke nalazi se u njemačkom gradu Böblingenu. Tvrtka se bavi proizvodnjom manjih automobila, pretežito modela Fortwo i Forfour. Automobili marke Smart proizvode se u Hambachu (Francuska) i Novom Mestu (Slovenija). Prodaju se u ukupno 46 zemalja diljem svijeta.

## Povijest
Razvoj dizajna za automobile marke Smart započeo je na inicijativu Mercedes-Benza u sedamdesetim i osamdesetim godinama 20. stoljeća. Kratko je na projektu surađivao i Volkswagen, koji je radio na tome da proizvede automobil koji će trošiti tri litre goriva na sto kilometara vožnje.
U ožujku 1994. godine švicarski proizvođač satova Swatch i Daimler odlučili su zajedno pokrenuti tvrtku nazvanu Micro Compact Car AG (MCC). U isto su vrijeme predstavljeni prototipovi automobila koje je dizajnirao Mercedesov studio u Kaliforniji. Prototipovi su bili slični završnoj inačici Smarta, ali su nosili znak Mercedesa. MCC je u travnju 1994. osnovao sjedište tvrtke u Bielu u Švicarskoj.
Swatch i Daimler u prosincu 1994. godine pokrenuli su projekt izgradnje tvorničkoga kompleksa u Hambachu u Francuskoj, isključivo za potrebe proizvodnje automobila marke Smart. Kompleks je postao poznat kao Smartville. Ime Smart nastalo je kao posljedica suradnje Swatcha i Mercedesa: Swatch Mercedes ART. Riječ smart na engleskome znači 'pametan' ili 'domišljat', a art 'umjetnost'. U promotivnim materijalima tvrtka koristi logotip ispisan malim slovima s uklopljenim slovom "c" i strelicom, koji predstavljaju njezino usredotočenje na kompaktne automobile ("compact") i naprednu tehnologiju.
Smartville je službeno otvoren 27. listopada 1997. godine. Prvi automobil marke Smart sišao je s proizvodne trake 1. srpnja 1998. godine, a prodaja je započela u listopadu iste godine. Poslije je izvorni model dobio ime Fortwo te su dizajnirane razne inačice na temelju njegova dizajna. Smart Fortwo dosad je proizveden u tri generacije. U srpnju 2013. godine proizvodnja u Hambachu dostigla je 1.5 milijuna primjeraka.

## Modeli koji se još proizvode
- Fortwo
- Fortwo Cabrio

## Svi modeli
| Proizvodnja   | Tip              | Slika |
| 1998.-2003.   | Smart Fortwo     |       |
| 2002. - 2007. | Smart Crossblade |       |
| 2003.-2007.   | Smart Fortwo     |       |
| 2003.-2005.   | Smart Roadster   |       |
| 2004.-2006.   | Smart Forfour    |       |
| od 2007.      | Smart Fortwo     |       |

## Vanjske poveznice
- Službene internetske stranice proizvođača (engl.)
- Povijest proizvodnje  Arhivirana inačica izvorne stranice od 9. srpnja 2017. (Wayback Machine) (engl.)

### Ostali projekti
|  | Zajednički poslužitelj ima još gradiva o temi Smart |